# 샤팅팅
샤팅팅(중국어 간체자: 夏婷婷, 병음: Xìa Tíngtíng, 한자음: 하정정, 1993년 11월 4일~)은 중국의 축구 선수이다. 현재 중국 여자 축구 국가대표팀 소속으로 뛰고 있다.